# Lisette Sevens
Elisabeth Anthonius Maria Ingnatius "Lisette" Sevens (née le 29 juin 1949 à Helmond) est une joueuse de hockey sur gazon néerlandaise, sélectionnée en équipe des Pays-Bas de hockey sur gazon féminin à 125 reprises. 
Elle est sacrée championne olympique en 1984 à Los Angeles. Elle est aussi championne du monde en 1974, 1978, 1979 et 1983 et championne d'Europe en 1984.